# Angelo Bagnasco
Angelo Bagnasco (Pontevico, 14 gennaio 1943) è un cardinale e arcivescovo cattolico italiano, dall'8 maggio 2020 arcivescovo emerito di Genova.
Era accreditato presso la stampa internazionale quale possibile successore di papa Benedetto XVI al soglio pontificio tra i cardinali italiani nel conclave del 2013.. È considerato in linea con il conservatorismo del cardinale Giuseppe Siri, uno dei suoi predecessori alla cattedra genovese.

## Biografia
È nato a Pontevico, in provincia e diocesi di Brescia, il 14 gennaio 1943 da una famiglia genovese sfollata per la guerra. Ha trascorso diversi periodi dell'infanzia nel comune limitrofo di Robecco d'Oglio, paese d'origine della madre.

### Formazione e ministero sacerdotale
Ha frequentato il ginnasio e il liceo classico presso il Seminario arcivescovile di Genova ed è stato ordinato presbitero per l'arcidiocesi di Genova il 29 giugno 1966 per l'imposizione delle mani del cardinale Giuseppe Siri.
È stato vicario parrocchiale della parrocchia di San Pietro Apostolo e Santa Teresa del Bambin Gesù di Albaro dal 1966 al 1985; della stessa parrocchia è poi divenuto aiuto pastorale dal 1986 al 1995, avendo assunto altri incarichi, anche concomitanti, nell'arcidiocesi di Genova. Dal 1970 al 1985 è stato assistente ecclesiastico del gruppo scout, prima ASCI e divenuto dal 1974 AGESCI, Genova 10. Dal 1975 al 1984 è stato docente di italiano presso il liceo classico del seminario arcivescovile.
Nel 1979 si è laureato in filosofia presso l'Università degli Studi di Genova. Dal 1980 al 1998 è stato docente di metafisica e ateismo contemporaneo alla Facoltà teologica dell'Italia settentrionale. Dal 1980 al 1993 è stato assistente diocesano della Federazione universitaria cattolica italiana.
Dal 1985 al 1996 è stato direttore dell'ufficio catechistico diocesano e delegato regionale per la pastorale della scuola. Dal 1986 al 1994 è diventato preside e docente dell'Istituto superiore di scienze religiose di Genova. Dal 1990 al 1996 è stato direttore dell'ufficio educazione e incaricato della formazione degli insegnanti di religione. Dal 1993 al 1996 direttore dell'opera diocesana "Apostolato Liturgico" e dal 1995 al 1997 è stato vicario episcopale e direttore spirituale del seminario arcivescovile.

### Ministero episcopale e cardinalato

#### Vescovo, poi arcivescovo, di Pesaro
Il 3 gennaio 1998 papa Giovanni Paolo II lo ha nominato vescovo di Pesaro; è succeduto a Gaetano Michetti, dimessosi per raggiunti limiti di età. Il 7 febbraio successivo ha ricevuto l'ordinazione episcopale per l'imposizione delle mani dell'arcivescovo di Genova Dionigi Tettamanzi, co-consacranti il vescovo emerito di Pesaro Gaetano Michetti e il vescovo di Ventimiglia-San Remo Giacomo Barabino. L'8 marzo ha preso possesso della diocesi.
L'11 marzo 2000, in seguito all'elevazione della stessa diocesi ad arcidiocesi metropolitana, è diventato il primo arcivescovo metropolita di Pesaro e ha ricevuto il pallio il successivo 29 giugno.

#### Ordinario militare in Italia

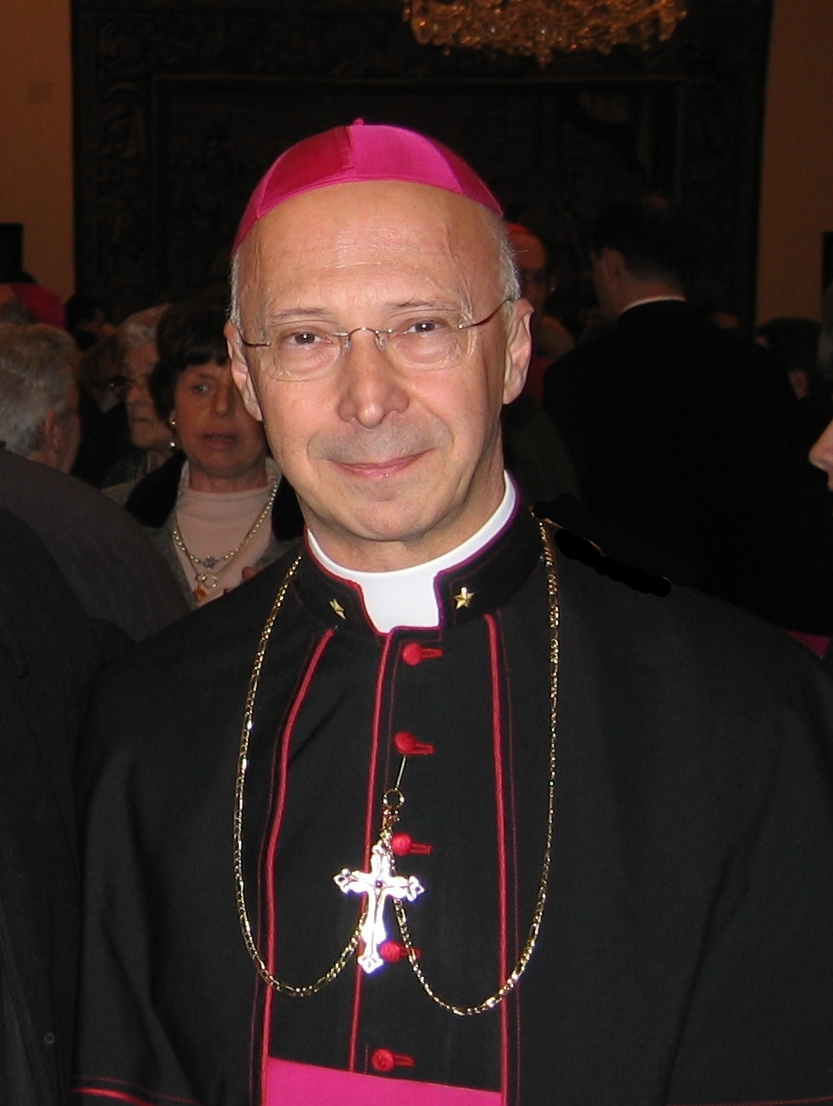
Mons. Bagnasco nel 2005

Il 20 giugno 2003 è stato nominato ordinario militare per l'Italia, ovvero vescovo della struttura religiosa delle Forze armate italiane, assimilato di rango al grado di generale di corpo d'armata, a norma della legge n. 512/1961.
Ha ricoperto questo incarico in un momento molto delicato per le forze armate della Repubblica, ovvero durante la loro partecipazione alla seconda guerra del Golfo e alla guerra in Afghanistan. Ha celebrato i funerali di Stato solenni dei vari caduti di quei conflitti, divenendo un volto noto agli italiani.

#### Arcivescovo di Genova e presidente della CEI
Il 29 agosto 2006 papa Benedetto XVI lo ha nominato arcivescovo di Genova. Nel corso delle celebrazioni in onore della Madonna della Guardia ne ha dato per primo notizia il suo predecessore alla cattedra di San Siro il cardinale Tarcisio Bertone, diventato a sua volta Segretario di Stato della Santa Sede. La cerimonia solenne per il suo insediamento nell'arcidiocesi genovese si è tenuta nel pomeriggio del 24 settembre 2006 nella cattedrale di San Lorenzo. Contemporaneamente all'elezione ad arcivescovo di Genova ha lasciato l'incarico di ordinario militare. Il 26 settembre dello stesso anno è stato eletto presidente della Conferenza episcopale ligure.

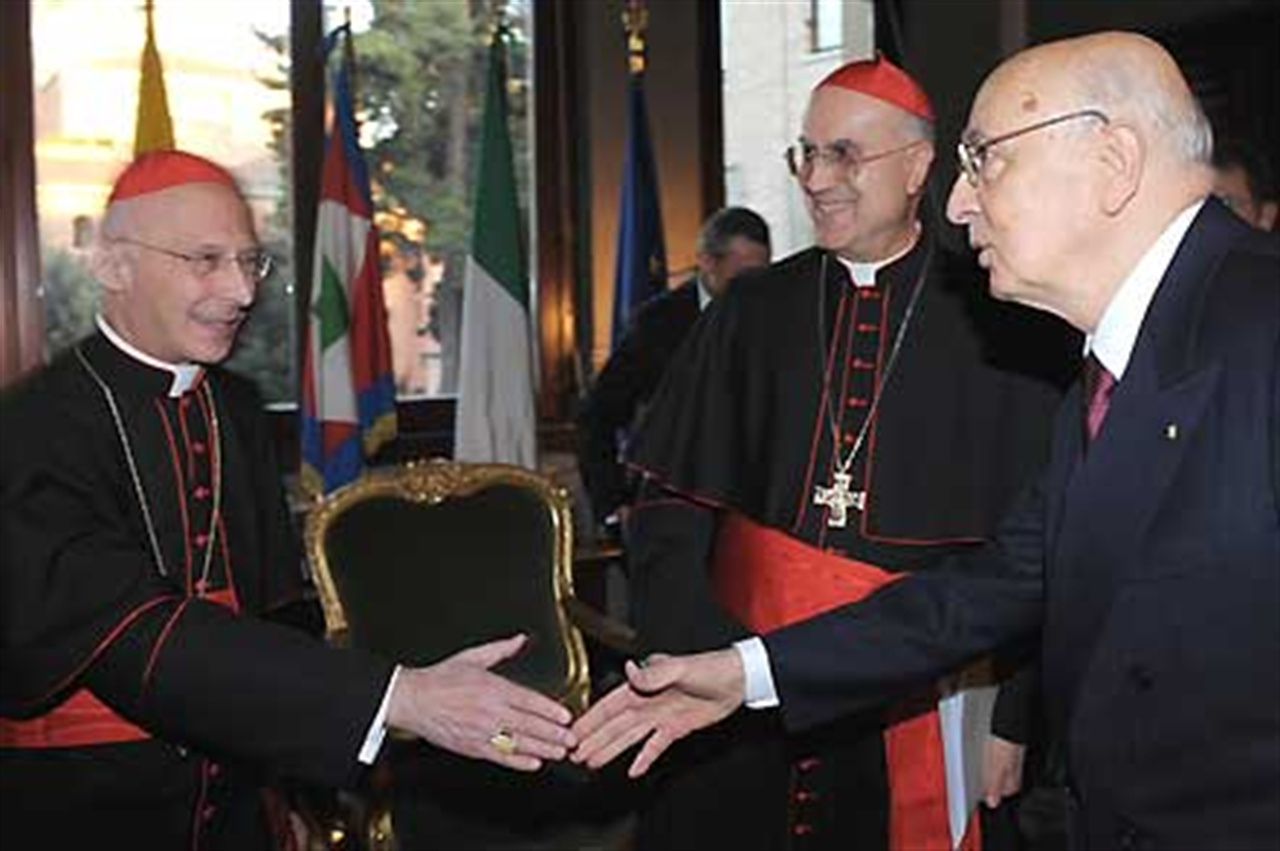
Il cardinale Angelo Bagnasco stringe la mano al presidente della Repubblica Italiana Giorgio Napolitano

Il 7 marzo 2007 è stato chiamato da papa Benedetto XVI a sostituire il cardinale Camillo Ruini alla guida della Conferenza Episcopale Italiana. Il 29 giugno 2007 nella Basilica di San Pietro riceve da Benedetto XVI, insieme ad altri arcivescovi metropoliti, il sacro pallio. Come annunciato il 17 ottobre 2007, Benedetto XVI lo ha creato e pubblicato cardinale nel concistoro del 24 novembre successivo, assegnandogli il titolo della Gran Madre di Dio. Il 30 settembre 2011 è stato eletto vicepresidente del Consiglio delle conferenze dei vescovi d'Europa (CCEE).
Dal 2012 al 2017 è stato presidente della Fondazione Gaslini, tenutaria di diversi istituti di carità e assistenza in varie zone di Italia.
Il 7 marzo 2012 Benedetto XVI lo ha confermato presidente della Conferenza Episcopale Italiana per altri 5 anni. Il 31 gennaio 2013 è stato eletto presidente del comitato del Progetto culturale della Chiesa italiana. Fino al dicembre 2013 è stato membro della Congregazione per i vescovi. L'8 ottobre 2016 è stato eletto presidente del Consiglio delle conferenze dei vescovi d'Europa, incarico mantenuto fino al 25 settembre 2021.
L'8 marzo 2017 papa Francesco lo ha confermato presidente della Conferenza Episcopale Italiana fino alla nomina del nuovo presidente, avvenuta il 24 maggio dello stesso anno. Il 14 gennaio 2018 ha presentato le dimissioni dal governo dell'arcidiocesi per raggiunti limiti di età; papa Francesco, tuttavia, lo ha confermato nel suo incarico per altri due anni.
Il 18 agosto 2018 ha celebrato i solenni funerali di Stato di 19 delle 43 vittime del crollo del Ponte Morandi di Genova.

#### Arcivescovo emerito
L'8 maggio 2020 papa Francesco ha accolto la sua rinuncia, presentata per raggiunti limiti di età, al governo pastorale dell'arcidiocesi di Genova e ha nominato come suo successore Marco Tasca, già ministro generale dell'Ordine dei frati minori conventuali. È rimasto amministratore apostolico dell'arcidiocesi fino all'ingresso del nuovo arcivescovo, avvenuto l'11 luglio seguente.
Il 3 agosto 2020 ha preso parte, insieme al suo successore Marco Tasca, all'inaugurazione del viadotto Genova San Giorgio.
Il 14 gennaio 2023 ha compiuto ottant'anni e, in base a quanto disposto dal motu proprio Ingravescentem Aetatem di papa Paolo VI del 1970, è uscito dal novero dei cardinali elettori ed è decaduto da tutti gli incarichi ricoperti nella Curia romana.

## Pensiero
La sua formazione teologico-filosofica lo situa nella corrente del tomismo, fedele all'impostazione del cardinale Giuseppe Siri, al quale è sempre stato molto vicino. È un profondo conoscitore di San Tommaso d'Aquino e del suo insegnamento e un fermo sostenitore del valore della metafisica.

### Dichiarazioni sulle unioni omosessuali
Nei primi mesi alla guida della CEI, in merito alle unioni diverse dal matrimonio eterosessuale, l'arcivescovo Bagnasco si è espresso nei seguenti termini:
In seguito a tali dichiarazioni è stato oggetto di dure critiche. Inoltre ignoti hanno deturpato la facciata della cattedrale di Genova, diversi muri di Genova, Bologna e Torino, con scritte nelle quali accusano di pedofilia sacerdoti e prelati e invocano la morte del Papa. Nello stesso contesto, per opera di ignoti, all'arcivescovo è stato recapitato un plico contenente un proiettile e una foto segnata da una svastica. In seguito a queste minacce, lo Stato Italiano gli ha assegnato una scorta.
Il 10 giugno 2007, il quotidiano Il Secolo XIX ha riportato che a monsignor Bagnasco sono state recapitate altre minacce tramite un plico, al cui interno vi erano anche tre proiettili. La questura ha subito confermato. La DIGOS ha aggiunto il plico all'esteso fascicolo riguardante le intimidazioni dirette al presidente della CEI. Successivamente la polizia ha scoperto che i plichi intimidatori erano stati spediti da un uomo di Cuneo, ex carabiniere espulso dall'Arma, che sperava di incastrare l'ex amante, facendo ricadere su di lei e sul suo nuovo compagno la responsabilità delle minacce.
Nel febbraio 2013 al convegno Famiglia: risorsa per la Chiesa, risorsa per la società in Genova, commentando l'approvazione francese del primo articolo sul matrimonio tra omosessuali, ha dichiarato:
(Cardinale Angelo Bagnasco, convegno Famiglia: risorsa per la Chiesa, risorsa per la società, 2 febbraio 2013)

### Dichiarazioni sui casi di pedofilia all'interno del clero
Il card. Bagnasco ha sostenuto la posizione della CEI secondo cui i vescovi italiani non hanno l'obbligo giuridico di denunciare all'autorità giudiziaria civile casi di pedofilia, ma soltanto "il dovere morale di contribuire al bene comune", adducendo come giustificazione il fatto che i vescovi non sono "pubblici ufficiali", che la legge italiana non riconosce questo dovere di denuncia e che tale denuncia porterebbe a mancare gravemente di rispetto alla privacy delle vittime. Il porporato ha inoltre affermato: "La presentazione della denuncia in ambito canonico non comporta né implica in alcun modo la privazione o la limitazione del diritto di sporgerla innanzi alla competente autorità giudiziaria civile".

## Opere
- Educare. Dialogo con la vita, Alba, Edizioni San Paolo, 2011. ISBN 9788821570490.
- La porta stretta, Roma, Cantagalli Edizioni, 2013. ISBN 9788882728731.
- Cose che ricordo. Una conversazione con Ivan Maffeis, Cinisello Balsamo, Edizioni San Paolo, 2017. ISBN 9788892213326.

## Genealogia episcopale e successione apostolica
La genealogia episcopale è:
- Cardinale Scipione Rebiba
- Cardinale Giulio Antonio Santori
- Cardinale Girolamo Bernerio, O.P.
- Arcivescovo Galeazzo Sanvitale
- Cardinale Ludovico Ludovisi
- Cardinale Luigi Caetani
- Cardinale Ulderico Carpegna
- Cardinale Paluzzo Paluzzi Altieri degli Albertoni
- Papa Benedetto XIII
- Papa Benedetto XIV
- Papa Clemente XIII
- Cardinale Enrico Benedetto Stuart
- Papa Leone XII
- Cardinale Chiarissimo Falconieri Mellini
- Cardinale Camillo Di Pietro
- Cardinale Mieczysław Halka Ledóchowski
- Cardinale Jan Maurycy Paweł Puzyna de Kosielsko
- Arcivescovo Józef Bilczewski
- Arcivescovo Bolesław Twardowski
- Arcivescovo Eugeniusz Baziak
- Papa Giovanni Paolo II
- Cardinale Carlo Maria Martini, S.I.
- Cardinale Dionigi Tettamanzi
- Cardinale Angelo Bagnasco

La successione apostolica è:
- Vescovo Vittorio Lupi (2008)
- Patriarca Francesco Moraglia (2008)
- Vescovo Nunzio Galantino (2012)
- Vescovo Guido Gallese (2012)
- Vescovo Antonio Suetta (2014)
- Vescovo Nicolò Anselmi (2015)
- Vescovo Domenico Pompili (2015)
- Vescovo Corrado Sanguineti (2016)
- Arcivescovo Marco Tasca, O.F.M.Conv. (2020)